# Panorpa
Genre
Panorpa est un genre d'insectes de l'ordre des mécoptères, regroupant une partie des panorpes appelées aussi mouches scorpions. Ce nom vernaculaire provient de l'aspect des mâles de ce taxon dont l'abdomen, recourbé vers le haut, se termine par un bulbe génital formant une pince (gonostyles) et portant les pièces copulatrices (paramères).
En Europe occidentale, l'espèce la plus commune est Panorpa germanica, cependant les connaissances sur ce taxon sont encore en cours de développement, en particulier concernant les cartes de répartition des différentes espèces,.

## Liste des espèces
- Panorpa acuminata Byers, 1993 (États-Unis: Géorgie)
- Panorpa acuta Carpenter, 1931 (États-Unis: Connecticut, Géorgie, Kentucky, Massachusetts, Michigan, New Hampshire, New Jersey, New York, Caroline du Nord, Pennsylvanie, Caroline du Sud, Tennessee, Virginie, West Virginia)
- Panorpa akasakai Issiki, 1929 (Taiwan)
- Panorpa alpina Rambur, 1842 (Europe) est un synonyme de Aulops alpina, nom valide.
- Panorpa amamiensis Miyamoto & Makihara, 1984 (Japan)
- Panorpa americana Swederus, 1787 (États-Unis: Alabama, Delaware, Floride, Géorgie, Louisiane, Mississippi, New Jersey, Caroline du Nord, Caroline du Sud, Virginie)
- Panorpa amurensis MacLachlan, 1872 (Corée, Russie: Provinces extrême-orientales)
- Panorpa angustistriata Issiki, 1929 (Taiwan)
- Panorpa annexa MacLachlan, 1869 (France, Allemagne, Sicile, Italie)
  - Panorpa annexa latina Navás, 1928 (Italie)
  - Panorpa annexa subalpina Navás, 1928 (Italie)
  - Panorpa annexa etrusca Willmann, 1976 (Italie)
- Panorpa anomala Carpenter, 1931 (États-Unis: Arkansas, Iowa, Illinois, Indiana, Kansas, Louisiane, Michigan, Missouri, Mississippi, Wisconsin)
- Panorpa anrenensis Chou & Wang, 1987 (Chine)
- Panorpa antiporum Nagler, 1968 (Roumanie)
- Panorpa appalachia Byers, 2002
- Panorpa apiconebulosa Issiki, 1929 (Taiwan)
- Panorpa approximata Esben-Petersen, 1915 (Corée)
- Panorpa arakavae Miyake, 1913 (Japon)
- Panorpa arcuata (Navás), 1912 (ancienne URSS)
- Panorpa aspoecki Willmann, 1973 (Turquie)
- Panorpa attenuata Byers, 1996 (Mexique: San Luis Potosi)
- Panorpa aurea Cheng, 1957 (Chine: Fukien)
- Panorpa azteca Byers, 1958 (Mexique: D.F., Mexico)
- Panorpa banksi Hine, 1901 (États-Unis: Géorgie, Iowa, Illinois, Indiana, Kentucky, Massachusetts, Maine, Michigan, Mississippi, Caroline du Nord, New York, Caroline du Sud)
- Panorpa babai Miyamoto, 1979 (Japon)
- Panorpa banksi Hine, 1901
- Panorpa banksiana Penny & Byers, 1979 (États-Unis: Caroline du Nord, New Jersey)
- Panorpa baohwashana Cheng, 1957 (Chine: Kiangsu)
- Panorpa bichai Byers, 1993 (États-Unis: Indiana, Tennessee)
- Panorpa bicornifera Chou & Wang, 1981 (Chine)
- Panorpa bicornuta MacLachlan, 1887 (Japon)
- Panorpa bifasciata Chou & Wang, 1981 (Chine)
- Panorpa bifida Carpenter, 1935 (États-Unis: Ohio, Pennsylvania, Tennessee, Virginie, West Virginia)
- Panorpa bimacula Byers, 1996 (Mexique: Oaxaca)
- Panorpa bistriata Issiki, 1929 (Taiwan)
- Panorpa bonis Cheng, 1949 (Chine: Kansu)
- Panorpa braueri Carpenter, 1931 (États-Unis: Arkansas, Missouri)
- Panorpa brevititilana Issiki, 1929 (Taiwan)
- Panorpa bunun Issiki, 1929 (Taiwan)
- Panorpa capillata Byers, 1996 (États-Unis: Alabama, Arkansas, Kentucky, Mississippi, Tennessee)
- Panorpa carolinensis Banks, 1905 (États-Unis: Caroline du Nord, Tennessee)
- Panorpa carpenteri Cheng, 1957 (Chine: Szechwan)
- Panorpa caucasica MacLachlan, 1869 (Iran, Iraq)
- Panorpa centralis Tjeder, 1936 (Chine: Szechwan)
- Panorpa chengi Chou, 1981 (Chine)
- Panorpa cheni Cheng, 1957 (Chine: Chekiang)
- Panorpa chiensis Cheng, 1953 (Corée)
- Panorpa choctaw  Byers, 1993 (États-Unis: Alabama, Arkansas, Géorgie, Kentucky, Missouri, Mississippi, Oklahoma, Tennessee)
- Panorpa cladocerca Navás, 1935 (Chine: Kiangsi)
- Panorpa claripennis Hine, 1901 (États-Unis (Connecticut, Floride, Massachusetts, Michigan, New Hampshire, New York, Ohio, Vermont, Wisconsin, West Virginia), Canada: Québec)
- Panorpa clavigera Klapálek, 1902 (Herzégovine)
- Panorpa cognata Rambur, 1842 (Angleterre, Belgique, Danemark, Allemagne, Pays-Bas, Russie, Suède)
  - Panorpa cognata osellai Willmann, 1976 (Italie)
- Panorpa communis Linnaeus, 1758 -- la panorpe (Andorre, Belgique, France, Allemagne, Italie, Suisse, Russie, Angleterre, Espagne)
  - Panorpa communis raehlei Lauterbach, 1970 (Europe)
- Panorpa concolor Esben-Petersen, 1915 (Taiwan)
- Panorpa confinis Byers, 1993 (États-Unis: Alabama, Mississippi)
- Panorpa connexa MacLachlan, 1869 (Montagnes du Caucase, Turquie)
- Panorpa consuetudinis Snodgrass, 1927 (États-Unis: Alabama, Connecticut, Washington, Delaware, Indiana, Maryland, Mississippi, Caroline du Nord, New Jersey, New York, Ohio, Pennsylvanie, Caroline du Sud, Virginie)
- Panorpa contorta Byers, 1996 (Mexique: Hidalgo, San Luis Potosi, Tamaulipas)
- Panorpa coomani Cheng, 1957 (Chine: Kiangsi)
- Panorpa coreana Okamoto, 1925 (Corée)
- Panorpa cornigera MacLachlan, 1887 (Russie: Vladivostok)
- Panorpa curva Carpenter, 1938  (Chine: Szechwan)
- Panorpa davidi Navás, 1908 (Chine: Szechwan)
- Panorpa debilis Westwood, 1846 (États-Unis (Washington, Illinois, Indiana, Michigan, Caroline du Nord, New Hampshire, New Jersey, New York, Ohio, Pennsylvania, Tennessee, Virginia, Wisconsin, West Virginia), Canada: Ontario, Québec)
- Panorpa deceptor Esben-Petersen, 1913 (Taiwan)
- Panorpa decolorata Chou & Wang, 1981 (Chine)
- Panorpa diceras MacLachlan, 1894 (Chine: Szechwan)
- Panorpa dichotoma
  - Panorpa dichotoma dichotoma Miyamoto, 1977 (Japon)
  - Panorpa dichotoma intermedia Miyamoto, 1977 (Japon)
- Panorpa difficilis Carpenter, 1938 (China: Szechwan)
- Panorpa dissimilis Carpenter, 1931 (États-Unis: New Jersey, New York, Virginie)
- Panorpa dubia Chou & Wang, 1981 (Chine)
- Panorpa dubitans Carpenter, 1931 (États-Unis: Illinois, Indiana, Wisconsin)
- Panorpa emarginata Cheng, 1949 (Chine: Shensi)
- Panorpa ensigera Bicha, 1983 (États-Unis: Caroline du Nord, Caroline du Sud)
- Panorpa esakii Issiki, 1929 (Taiwan)
- Panorpa falsa Issiki & Cheng, 1947 (Taiwan)
- Panorpa ferruginea Byers, 1993 (États-Unis: Alabama, Géorgie, Mississippi)
- Panorpa filina Chou & Wang, 1987 (Chine)
- Panorpa flavicorporis Cheng, 1957 (Chine: Fukien)
- Panorpa flavipennis Carpenter, 1938 (Chine: Szechwan)
- Panorpa flexa Carpenter, 1935 (États-Unis: Géorgie, Caroline du Nord, Caroline du Sud, Tennessee)
- Panorpa floridana Byers, 1993 (États-Unis: Floride)
- Panorpa fluvicaudaria Miyake, 1910 (Japon, Corée)
- Panorpa fructa Cheng, 1949 (Chine: Sikang)
- Panorpa fukiensis Tjeder, 1951 (Chine: Fukien)
- Panorpa fulvastra Chou, 1981 (Chine)
- Panorpa galerita Byers, 1962 (États-Unis (New Hampshire, New Jersey, New York, Ohio, Pennsylvanie, Wisconsin), Canada: Québec)
- Panorpa galloisi Miyake, 1911 (Japon)
- Panorpa germanica Linnaeus, 1758 (Belgique, France, Allemagne, Grèce, Italie, Écosse, Norvège)
  - Panorpa germanica riegeri Lauterbach, 1971 (Allemagne)
  - Panorpa germanica euboica Lauterbach, 1972 (Balkans)
  - Panorpa germanica graeca Lauterbach, 1972 (Grèce)
  - Panorpa germanica rumelica Lauterbach, 1972 (Turquie)
- Panorpa globulifera Miyamoto, 1994 (Japon)
- Panorpa gokaensis Miyake, 1910 (Japon)
  - Panorpa gokaensis togephora Miyamoto, 1984 (Japon)
- Panorpa gracilis Carpenter, 1931 (États-Unis: Caroline du Nord, Virginie)
- Panorpa grahamana Cheng, 1957 (Chine: Szechwan)
- Panorpa gressitti Byers, 1970 (Chine: Kwangtung)
- Panorpa guidongensis Chou & Li, 1987 (Chine)
- Panorpa guttata Navás, 1908 (Chine: Szechwan)
- Panorpa hageniana Willmann, 1975 (Turquie)
- Panorpa hakusanensis Miyake, 1913 (Japon)
- Panorpa hamata Issiki & Cheng, 1947 (Taiwan)
- Panorpa helena Byers, 1962 (États-Unis (Arkansas, Connecticut, Géorgie, Iowa, Illinois, Indiana, Kansas, Kentucky, Massachusetts, Maryland, Maine, Michigan, Minnésota, Missouri, Caroline du Nord, New Jersey, New York, Ohio, Pennsylvanie, Caroline du Sud, Tennessee, Utah, Virginie, Wisconsin, West Virginia), Canada: Manitoba)
- Panorpa hispida Byers, 1993 (États-Unis: Géorgie, Caroline du Sud)
- Panorpa hiurai Miyamoto, 1985 (Japon)
- Panorpa horiensis Issiki, 1929 (Taiwan)
- Panorpa horni Navás, 1928 (Russie)
- Panorpa hungerfordi Byers, 1973 (États-Unis: Indiana, Kentucky, Michigan, Ohio, Wisconsin)
- Panorpa hybrida MacLachlan, 1882 (Roumanie, Finlande, Allemagne, Russie, Bulgarie)
- Panorpa immaculata Esben-Petersen, 1915 (Mexique: Guerrero, Mexico)
- Panorpa implicata Cheng, 1957 (Chine: Fukien)
- Panorpa indivisa Martynova, 1957 (Russie orientale)
- Panorpa insolens Carpenter, 1935 (États-Unis: Kentucky, Ohio)
- Panorpa involuta Byers, 1996 (Mexique: Veracruz)
- Panorpa ishiharai Miyamoto, 1994 (Japon)
- Panorpa isolata Carpenter, 1931 (États-Unis: Alabama, Washington, Géorgie, Kentucky, Mississippi,  Caroline du Nord, Pennsylvanie, Caroline du Sud, Tennessee)
- Panorpa issikiana Byers, 1970 (Chine: Yunnan)
- Panorpa issikii Penny & Byers, 1979 (Taiwan)
- Panorpa japonica Thunberg, 1784 (Japon)
- Panorpa kagamontana Miyamoto, 1979 (Japon)
- Panorpa kellogi Cheng, 1957 (Chine)
- Panorpa kimminsi Carpenter, 1948 (Chine: Szechwan)
- Panorpa kiusiuensis Issiki, 1929 (Japon)
- Panorpa klapperichi Tjeder, 1951 (Chine: Fukien)
- Panorpa kongosana Okamoto, 1925 (Corée)
- Panorpa lacedaemonia Lauterbach, 1972 (Grèce)
- Panorpa lachlani Navás, 1930 (Taiwan)
- Panorpa latipennis Hine, 1901 (États-Unis: Connecticut, Massachusetts, Michigan, Caroline du Nord, New Jersey, New York, Ohio, Tennessee, Virginie, Vermont, Wisconsin)
- Panorpa leai Cheng, 1949 (Chine: Shensi)
- Panorpa leucoptera Uhler, 1858 (Japon)
- Panorpa lewisi MacLachlan, 1887 (Japon)
- Panorpa lintienshana Cheng, 1952 (Taiwan)
- Panorpa longicornis Carpenter, 1931 (États-Unis: Kentucky, Caroline du Nord, Tennessee, Virginie)
- Panorpa longiramina Issiki & Cheng, 1947 (Taiwan)
- Panorpa longititilana Issiki, 1929 (Taiwan)
- Panorpa lugubris Swederus, 1787 (États-Unis: Alabama, Floride, Géorgie, Louisiane, Mississippi,  Caroline du Nord, South Caroline du Sud, Virginie)
- Panorpa lutea Carpenter, 1945 (Chine: Anhwei)
- Panorpa maculosa Hagen, 1861 (États-Unis: Connecticut, Géorgie, Massachusetts, Michigan, Caroline du Nord, New Jersey, New York, Ohio, Pennsylvanie, Caroline du Sud, Tennessee, Utah, Virginie)
- Panorpa magna Chou, 1981 (Chine)
- Panorpa mangshanensis Chou & Wang, 1987 (Chine)
- Panorpa meridionalis Rambur, 1842 (Andorre, Espagne, France, Italie, Portugal, Roumanie)
- Panorpa mexicana Banks, 1913 (Mexique: Veracruz)
- Panorpa mirabilis Carpenter, 1931 (États-Unis: Michigan, New Jersey, New York, Pennsylvanie)
- Panorpa miyakeiella Miyamoto, 1985 (Japon)
- Panorpa mokansana Cheng, 1957 (Chine)
- Panorpa mucronata Byers, 1996 (Mexique: Hidalgo)
- Panorpa multifasciaria Miyake, 1910 (Japon)
- Panorpa nanwutaina Chou, 1981 (Chine)
- Panorpa nebulosa Westwood, 1846 (États-Unis (Connecticut, Géorgie, Illinois, Kentucky, Massachusetts, Maine, Michigan, Missouri, Caroline du Nord New Hampshire, New Jersey, New York, Ohio, Pennsylvanie,  Caroline du Sud, Tennessee, Virginie, Vermont, Wisconsin), Canada: Ontario, Québec)
- Panorpa neglecta Carpenter, 1931 (États-Unis: Alabama, Géorgie, Kentucky, Tennessee)
- Panorpa neospinosa Chou & Wang, 1981 (Chine)
- Panorpa nigrirostris MacLachlan, 1882 (Iran, ancien URSS)
- Panorpa nipponensis Navás, 1908 (Japon)
- Panorpa nokoensis Issiki, 1929 (Taiwan)
- Panorpa nuptialis Gerstaecker, 1863 (États-Unis (Alabama, Arkansas, Kansas, Louisiane, Mississippi, Missouri, Oklahoma, Texas), Mexique)
- Panorpa obliqua Carpenter, 1945 (Chine: Kiangsi)
- Panorpa obliquifascia Chou & Wang, 1987 (Chine)
- Panorpa obtusa Cheng, 1949 (Chine: Shensi)
- Panorpa ochraceocauda Issiki, 1927 (Taiwan)
- Panorpa ochraceopennis Miyake, 1910 (Japon)
- Panorpa oconee Byers, 1993 (États-Unis: Géorgie)
- Panorpa okamotona Issiki, 1927 (Corée)
- Panorpa ophthalmica (Navás), 1911 (Taiwan)
- Panorpa orientalis MacLachlan, 1887 (Corée, Russie)
- Panorpa pachymera Byers, 1993 (États-Unis: Géorgie, Caroline du Sud)
- Panorpa pallidimaculata Issiki, 1929 (Taiwan)
- Panorpa palustris Byers, 1958 (États-Unis: Caroline du Nord, Virginie)
- Panorpa pectinata Issiki, 1929 (Taiwan)
- Panorpa penicillata Byers, 1962 (Mexique: Durango)
- Panorpa peterseana Issiki, 1927 (Taiwan)
- Panorpa picta Hagen, 1863 (Turquie)
- Panorpa pieli Cheng, 1957 (Chine: Kiangsi)
- Panorpa pieperi Willmann, 1975 (Turquie)
- Panorpa pingjiangensis Chou & Wang, 1987 (Chine)
- Panorpa planicola Byers, 1993 (États-Unis: Caroline du Sud)
- Panorpa plitvicensis Lauterbach, 1972 (Yougoslavie)
- Panorpa pryeri McLachlan, 1875 (Japon)
- Panorpa pseudoalpina Nagler, 1970 (Roumanie)
- Panorpa punctata Klug, 1838 (Mexique)
- Panorpa pura Klapálek, 1906 (Europe, Asie)
- Panorpa pusilla Cheng, 1949 (Chine: Shensi)
- Panorpa qinlingensis Chou & Ran, 1981 (Chine)
- Panorpa quadrifasciata Chou & Wang, 1987 (Chine)
- Panorpa ramosa Byers, 1996 (Mexique: Hidalgo)
- Panorpa rantaisanensis Issiki, 1929 (Taiwan)
- Panorpa reclusa Byers, 1996 (Mexique: Hidalgo)
- Panorpa reni Chou, 1981 (Chine)
- Panorpa robusta Carpenter, 1931 (États-Unis: Géorgie, Caroline du Sud)
- Panorpa rufa Gray, 1832 (États-Unis: Alabama, Floride, Géorgie, Mississippi, Caroline du Nord,  Caroline du Sud)
- Panorpa rufescens Rambur, 1842 (États-Unis: Connecticut, Washington, Massachusetts, Maryland, Michigan, New Hampshire, New Jersey, New York, Pennsylvanie, Rhode Island)
- Panorpa rufostigma Westwood, 1846 (Albanie)
- Panorpa rupeculana Byers, 1993 (États-Unis: Arkansas, Louisiane, Mississippi)
- Panorpa schweigeri Willmann, 1975 (Turquie)
- Panorpa scopulifera Byers, 1993 (États-Unis: Géorgie, Caroline du Sud)
- Panorpa semifasciata Cheng, 1949 (Chine: Sikang)
- Panorpa serta Byers, 1996 (Mexique: Michoacan)
- Panorpa setifera Webb, 1974 (États-Unis: Wisconsin)
- Panorpa sexspinosa
  - Panorpa sexspinosa sexspinosa Cheng, 1949 (Chine: Shensi)
  - Panorpa sexspinosa zhongnanensis Chou & Wang, 1981 (Chine)
- Panorpa shanyangensis Chou & Wang, 1981 (China)
- Panorpa shibatai Issiki, 1929 (Taiwan)
- Panorpa sibirica Esben-Petersen, 1915 (Russie)
- Panorpa sigmoides Carpenter, 1931 (États-Unis: Iowa, Illinois, Indiana, Minnésota, Ohio, Wisconsin)
- Panorpa similis Esben-Petersen, 1915 (ancien URSS)
- Panorpa sonani Issiki, 1929 (Taiwan)
- Panorpa speciosa Carpenter, 1931 (États-Unis: Iowa, Illinois, Indiana, Kentucky, Minnésota, Missouri, Wisconsin)
- Panorpa statura Cheng, 1949 (Chine: Shensi)
- Panorpa stigmalis Navás, 1908 (Chine: Szechwan)
- Panorpa stotzneri Esben-Petersen, 1934 (Chine: Szechwan)
- Panorpa striata Miyake, 1908 (Japon)
- Panorpa subambra Chou & Tong, 1987 (Chine)
- Panorpa subaurea Chou & Li, 1987 (Chine)
- Panorpa subfurcata Westwood, 1842 (États-Unis (Massachusetts, Maine, Michigan, Minnésota, New Jersey, New York, Pennsylvanie, Virginie, Wisconsin, West Virginia), Canada: Nouvelle-Écosse, Ontario, Québec)
- Panorpa submaculosa Carpenter, 1931 (États-Unis: Géorgie, Indiana, Kentucky, Maryland, Michigan, New York, Ohio, Pennsylvanie, Caroline du Sud, Tennessee, Utah, Wisconsin)
- Panorpa subulifera Byers, 1962 (États-Unis: Virginie)
- Panorpa susteri Nagler, 1970 (Roumanie)
- Panorpa taiheisanensis Issiki, 1929 (Taiwan)
- Panorpa taiwanensis Issiki, 1929 (Taiwan)
- Panorpa takenouchii Miyake, 1908 (Japon)
- Panorpa tatvana
  - Panorpa tatvana tatvana Willmann, 1974 (Turquie)
  - Panorpa tatvana ressli Willmann, 1975 (Turquie)
- Panorpa terminata Klug, 1838 (Mexique: Morelos)
- Panorpa tetrazonia Navás, 1935 (Chine: Anhwei, Kiangsi)
- Panorpa thompsoni Cheng, 1957 (Chine, Japon: Tsushima)
- Panorpa thrakica Willmann, 1976 (Turquie européenne)
- Panorpa tincta Navás, 1931 (Chine: Kansu)
- Panorpa titschacki Esben-Petersen, 1934 (Grèce)
- Panorpa tjederi Carpenter, 1938 (Chine: Yunnan)
- Panorpa trifasciata Cheng, 1957 (Chine: Fukien)
- Panorpa tritaenia Chou & Li, 1987 (Chine)
- Panorpa trizonata Miyake, 1908 (Japon)
- Panorpa tsunekatanis Issiki, 1929 (Japon)
- Panorpa tsushimaensis Miyamoto, 1979 (Japon)
- Panorpa turcica Willmann, 1975 (Turquie)
  - Panorpa turcica anatolica Willmann, 1975 (Turquie)
  - Panorpa turcica pontica Willmann, 1975 (Turquie)
- Panorpa typicoides Cheng, 1949 (Chine: Sikang)
- Panorpa venosa Westwood, 1846 (États-Unis: Géorgie)
- Panorpa vernalis Byers, 1973 (États-Unis: Arkansas, Louisiane, Mississippi)
- Panorpa virginica Banks, 1906 (États-Unis: Connecticut, Géorgie, Caroline du Nord, New Jersey, Caroline du Sud, Tennessee, Virginie)
- Panorpa vulgaris Imhoff & Labram, 1845 (Europe, Asie)
- Panorpa waongkehzengi Navás, 1935 (Chine: Kiangsi)
- Panorpa wormaldi MacLachlan, 1875 (Japon)
- Panorpa wrightae Cheng, 1957 (Chine)
- Panorpa yangi Chou, 1981 (Chine)
- Panorpa yiei Issiki & Cheng, 1947 (Taiwan)
- Panorpa youngi Byers, 1994 (Taiwan)